# Лорх (сорт картоплі)
Лорх — високопластичний середньопізній сорт картоплі.
Виведений у 1922 році на картопляній селекційній станції (сучасний Всеросійський науково-дослідний інститут картопляного господарства) радянським селекціонером О. Г. Лорхом. У 1931 році сорт включений до Державного реєстру.
Використовується для споживання в їжу. Бульби мають світло-коричневий колір і за масою досягають 90—120 грам. Смак відмінний, м'якоть біла, при варці розсипчаста, нетемніюча. Високий вміст крохмалю (15—20 %) робить його придатним для переробки його на крохмаль.
Сорт стійкий до вірусних хвороб, фітофтори, бактеріозів, але не стійкий до рака. Уражається паршою звичайною.